# Terror Prevails - Live at Rock Hard Festival
Terror Prevails - Live at Rock Hard Festival è un album live registrato dalla Thrash metal band tedesca Kreator il 22 maggio 2010 e, allegato alla rivista tedesca Rock Hard, diviso in 2 parti.

## Tracce

### Disco 1
1. Intro - Choir Of The Damned  — 00:52
2. The Pestilence  — 08:13
3. Hordes Of Chaos  — 05:07
4. Phobia  — 03:22
5. Enemy Of God — 05:51
6. Impossible Brutality  — 04:37
7. Endless Pain  — 02:34
8. Pleasure To Kill  — 03:28
9. Terrible Certainty  — 05:15

Pubblicato nel 2010

### Disco 2
1. Extreme Aggressions  — 06:08
2. Coma of Souls  — 04:31
3. Amok Run  — 04:32
4. Violent Revolution  — 06:31
5. Demon Prince 	 — 06:00
6. When the Sun Burns Red  — 06:20
7. Flag of Hate  — 02:54
8. Tormentor  — 04:21

Pubblicato nel 2012

## Formazione
- Mille Petrozza - chitarra, voce
- Sami Yli-Sirniö - chitarra
- Christian "Speesy" Giesler - basso
- Jürgen "Ventor" Reil - batteria